# Altwarp
Altwarp er en by og kommune i det nordøstlige Tyskland, beliggende i Amt Am Stettiner Haff under Landkreis Vorpommern-Greifswald. Landkreis Vorpommern-Greifswald ligger i delstaten Mecklenburg-Vorpommern.

## Geografi
Altwarp ligger længst mod øst i Mecklenburg-Vorpommern ved havgrænsen til Polen og er dermed det nordøstligste fastlandspunkt i Tyskland. Området omkring Altwarp er en halvø på sydbredden af Stettiner Haff ved en smal gennemsejling til bugten Neuwarper See.
Landskabet er skovrigt, og en stor del af kommunen er en del af det 1.460 hektar store Naturschutzgebiet Altwarper Binnendünen, Neuwarper See und Riether Werder og Naturpark Am Stettiner Haff.

## Eksterne kilder og henvisninger
- Wikimedia Commons har flere filer relateret til Altwarp
- Byens side på amtets websted
- Statistik Arkiveret 2. februar 2017 hos  Wayback Machine
- Websted for Naturpark Am Stettiner Haff